# Zollino (stacja kolejowa)
Zollino (włoski: Stazione di Zollino) – stacja kolejowa w Zollino, w prowincji Lecce, w regionie Apulia, we Włoszech.
Stacja jak i linie kolejowe są obsługiwane przez Ferrovie del Sud Est. Jest węzłem kolejowym na liniach Lecce – Otranto i Zollino – Gallipoli.

## Linie kolejowe
- Lecce – Otranto
- Zollino – Gallipoli